# Symmachia pardalis
Symmachia pardalis is een vlindersoort uit de familie van de prachtvlinders (Riodinidae), onderfamilie Riodininae.
Symmachia pardalis werd in 1867 beschreven door Hewitson.